# ننهاوزن
ننهاوزن (به آلمانی: Nennhausen) یک شهر در آلمان است که در هافه‌لانت واقع شده‌است. ننهاوزن ۲٬۰۱۸ نفر جمعیت دارد.